# Галісійсько-португальська мова
Галісі́йсько-португа́льська мова (гал. galego(galaico)-portugués, порт. galego(galaico)-português) — романська мова, що побутувала у IX—XV століттях на північному заході Піренейського півострова, на теренах середньовічної Галісії та Португалії. Також — загальна назва романських говорів XII-XIV століть на теренах Галісії та Португалії. Належала до західних іберо-романських мов індоєвропейської групи. Розвинулася на основі народної латини на території північніше річки Дору, в Галісії й Північній Португалії. В ході Реконкісти поширилася на решту португальської території. Мала писемність на основі латинської абетки. З 1290 року — мова судочинства в Португальському королівстві. Відома завдяки ліричній поезії трубадурів місцевої традиції, найяскравіший представник якої — португальський король Дініш. На основі цієї мови розвинулися фальська і єврейсько-португальська мови. У XV столітті розділилася на дві окремі мови — галісійську і португальську. Мертва мова. Інші назви — ста́ро-галісі́йська, або ста́ро-португа́льська мова.

## Назви
- Архаїчна галісійська (порт. galego arcaico)

Галісійсько-португальська

- Архаїчна португальська (порт. português arcaico)
- Галісійсько-португальська (порт. galego-português, galaico-português)
- Прото-галісійсько-португальська (порт. proto-galego-português)
- Середньовічна галісійська (порт. galego medieval, англ. Medieval Galician)
- Середньовічна португальська (порт. português medieval, англ. Medieval Portuguese)
- Старогалісійська, давньогалісійська (порт. galego antigo, англ. Old Galician)
- Старопортугальська, давньопортугальська (порт. português antigo, англ. Old Portuguese)

## Сучасність
Традиційно сучасні галісійська та португальська мови трактуються як окремі мови спільного походження.
Водночас існує концепція галісійсько-португальського реінтеграціонізму, в рамках якої: 
- входження португальської та галісійської в єдиний мовний простір (діалектний континуум);
- використовується орфографія, наближена до португальської та середньовічної галісійсько-португальської.